# Ippolito di Roma
Ippolito di Roma (Asia minore, 170 circa – Sardegna, 235) è stato un teologo e scrittore romano, primo antipapa della storia della Chiesa.
Prima della morte egli si riconciliò con il papa legittimo, Ponziano, insieme al quale subì il martirio; è così venerato come santo dalla Chiesa cattolica e da quella ortodossa.

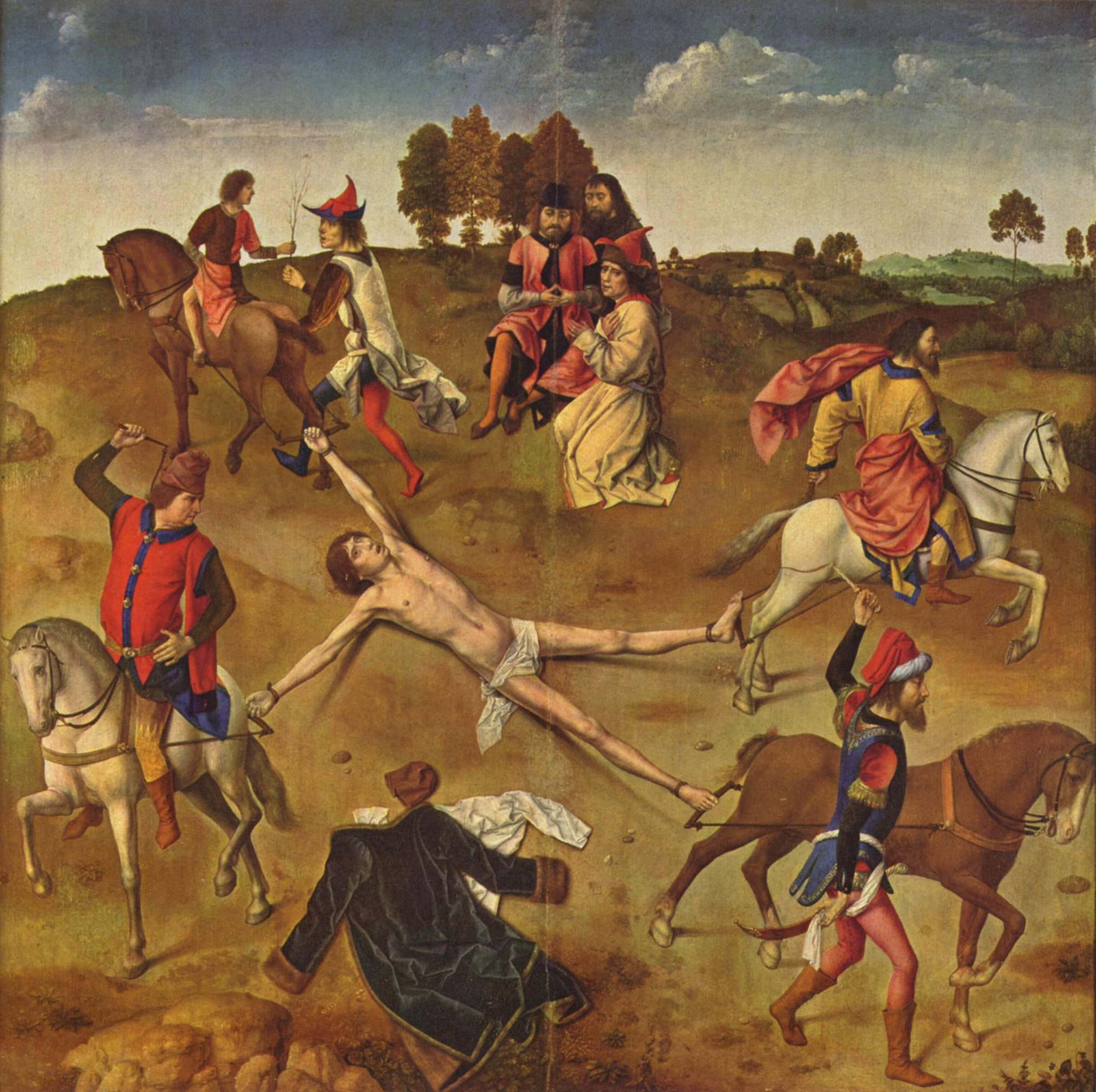
Martirio di sant'Ippolito, opera di Dieric Bouts, 1470-1475 ca, Bruges, Museum der Erlöserkathedrale.

## Biografia
Dalle notizie tramandate da Eusebio di Cesarea, Sofronio Eusebio Girolamo, papa Damaso I e Prudenzio, si desume che nacque probabilmente in Asia Minore, dove dovette studiare teologia, esegetica e retorica (secondo alcune fonti, fu discepolo di Ireneo di Lione); divenuto un esponente importante della Chiesa, giunse come prete a Roma sotto il pontificato di papa Zefirino (199–217). Secondo Döllinger, Harnack e altri studiosi tedeschi, Ippolito sarebbe stato un vescovo, mentre secondo Puech era un semplice presbitero romano del III secolo, avverso all'eresia monarchiana, a papa Zefirino ed al futuro pontefice Callisto (217-222).
Ippolito accusava Callisto di essere caduto nell'eresia di Teodoto di Bisanzio (detto «il conciatore») prima e di Sabellio poi; inoltre lo accusava di lassismo morale nei confronti di peccati gravi quali l'adulterio e l'omicidio. Secondo la testimonianza di Ippolito, Callisto lo accusava ingiustamente di Diteismo, una forma di teismo che crede in due grandi dèi al posto del solo Dio. Il durissimo confronto tra Callisto ed Ippolito raggiunse l'apice trasformandosi in scisma quando il primo fu eletto Papa (217): Ippolito fu allora eletto da una ristretta schiera di seguaci da lui riconosciuti come «Chiesa», in contrasto con la maggioranza dei Romani da lui chiamati «Scuola di Callisto».
Ippolito mantenne la propria posizione anche quando a Callisto succedettero Urbano I e poi Ponziano; fu probabilmente sotto il pontificato di quest'ultimo che Ippolito scrisse i Philosophumena.
In seguito, i capi delle due Chiese furono esiliati dall'imperatore Massimino il Trace in Sardegna (ad metalla); secondo la tradizione cattolica, lo scisma rientrò nel momento in cui Ippolito incontrò Ponziano sull'isolaː essi, riconciliatisi, invitarono i rispettivi seguaci a fare altrettanto.
Intorno al 235, la morte li colse entrambi nell'isola e nel 236 o 237 le loro salme giunsero a Romaː il corpo di Ippolito fu poi sepolto nel Campo Verano, sulla Via Tiburtina (secondo testimonianze dell'epoca, sembra che Ippolito fu sepolto il 13 agosto del 236 o di un anno successivo) e, sul luogo della sua sepoltura, sarebbe stata eretta la statua ritrovata solo nel 1551 e conservata nel Museo Lateranense. Cesare Baronio, nell'edizione del Martirologio Romano del 1586, assegna alla memoria liturgica di sant'Ippolito di Roma la data del 13 agosto.
La Chiesa cattolica ricorda sant'Ippolito il 13 agosto assieme a papa Ponziano. Dal Martirologio Romano:

### Fonti
La ricostruzione biografica è stata ampiamente modificata da ricerche recenti. In particolare, riprendendo una proposta di Pierre Nautin, dagli atti del convegno romano del 1976 è emersa la necessità di suddividere il corpus tra due autori, un Ippolito occidentale e un Ippolito orientale, ai quali si affiancano alcuni spuri. Il cosiddetto Ippolito occidentale o Pseudo-Ippolito (non esiste infatti nessuna prova che si chiamasse effettivamente Ippolito) sarebbe l'autore dei Philosophumena e del trattato Sull'universo (i cui titoli risultano sulla statua romana). L'Ippolito orientale sarebbe stato essenzialmente un esegeta. Nel loro insieme, queste scoperte sono state confermate dalla ricerca successiva, sia pure con aggiustamenti. Ad esempio, c'è un crescente scetticismo sul ruolo di Ippolito nella redazione della Tradizione Apostolica. Anche il resoconto di Pirro Ligorio relativo al ritrovamento della statua è stato contestato, in varie pubblicazioni, da Margherita Guarducci. L'intera questione attende una rivisitazione sistematica e imparziale. Dalla documentazione archeologica e documentaria si evince l'esistenza di un Ippolito vescovo e scrittore (Ippolito Romano) e di un Ippolito martire romano, la cui statua tombale fu rinvenuta mutilata nel 1551 lungo la via Tiburtina, nei pressi di Roma, dove la tradizione poneva la tomba del martire.
Fino alla pubblicazione, avvenuta nel 1851, dei Philosophumena, di Ippolito si avevano poche e frammentarie notizie, come si può evincere dalle fonti sotto riportate:
- Eusebio di Cesarea riporta che era il vescovo di una non meglio specificata diocesi e ne enumera una serie di scritti[7].
- Girolamo fornisce le stesse informazioni di Eusebio (forse perché la sua fonte principale fu Eusebio stesso), aggiunge altre opere al suo elenco e racconta di una delle sue omelie recitate alla presenza di Origene[8].
- Il Cronografo del 354 menziona, nella lista dei papi, il vescovo Ponziano e il presbitero Ippolito, esiliati in Sardegna nel 235; inoltre, il calendario romano assegna al 13 agosto la festa di Ippolito sulla via Tiburtina e di quella di Ponziano nelle catacombe di Callisto[9].
- L'iscrizione fatta apporre da papa Damaso I sulla sua tomba narra che Ippolito seguì lo scisma Novaziano, anche se prima della morte esortò i suoi seguaci a riconciliarsi con la Chiesa cattolica[10].
- L'inno di Prudenzio sul martirio di Ippolito[11] ricorda il suo martirio (non è del tutto chiaro se a Ostia o Porto): Ippolito fu dilaniato (squartato) da due cavalli selvaggi (un'evidente reminiscenza del mitico Ippolito figlio di Teseo).
- Alcuni autori greci più tardi[12] non aggiungono altre informazioni rispetto a quelle riportate da Eusebio e Girolamo; alcuni si riferiscono ad Ippolito come al vescovo di Roma, altri come al vescovo di Porto. Secondo Fozio[13], Ippolito fu un discepolo di Sant'Ireneo di Lione. Secondo altri scrittori orientali, così come per papa Gelasio, la sede di Ippolito era la capitale araba Bostra.
- Numerose leggende di martiri raccontano di Ippolito in diverse vicende. Secondo quella di San Lorenzo, Ippolito era un ufficiale incaricato di sorvegliare il diacono ferito, ma venne da questi convertito assieme a tutto il corpo di guardia e martirizzato (squartato) legandolo a dei cavalli selvaggi[14]. Secondo una leggenda di Porto, che identifica Ippolito nel martire Nonnus, egli fu martirizzato assieme ad altri della città stessa[15].
- Altra opera di grande importanza per la sua conoscenza è la statua marmorea del santo conservata presso il museo Laterano. La statua, scoperta nel 1551 e risalente al III secolo, rappresenta Ippolito assiso ed enumera le sue opere sulla sedia sulla quale è seduto[16].
- La topografia delle tombe dei martiri romani ne indica la tomba sulla via Tiburtina e menziona una basilica ivi eretta; racconta, inoltre, alcuni dettagli leggendari che lo riguardano[17]. La tomba del santo fu scoperta dal De Rossi[18].

## Dottrina
Sotto papa Zefirino (198-217) entrò in contrasto con il pontefice su alcune sue opinioni cristologiche: Ippolito avversava la posizione di Teodoto di Bisanzio e degli Alogi; similmente si oppose a Noeto di Smirne, Epigono, Cleomene e Sabellio, i quali insistevano sull'unità di Dio (Monarchiani) e che ritenevano il Padre e il Figlio mere manifestazioni (modi) della Natura Divina (Modalismo, Sabellianesimo). Per il santo, al contrario, Padre e Figlio erano due persone distinte e separate ed il Figlio era subordinato al Padre.
Dato che l'eresia modalista non era apparsa inizialmente chiara, Zefirino non prese posizione contro di essa ed Ippolito lo censurò fortemente, rappresentandolo come un uomo debole, indegno di guidare la Chiesa e strumento nelle mani dell'ambizioso ed intrigante diacono Callisto (Philosophumena, IX, xi-xii).
Secondo l'interpretazione di S. Mouraviev (che, rispetto al Wendland, legge diversamente il frammento sostituendo al posto di lógos il termine dógma, e, al posto di eînai, eidénai):
(Heraclitea (2000, II. A. 2, 535))

Ossia nell'unità si compongono i contrari (mere manifestazioni del tutto), nell'unità si realizza l'armonia dei diversi. Quindi, nell'opinione di Ippolito, l'eresia dell'indistinzione o identificazione di Padre e Figlio, Dio e Logos, Creatore e creatura, si trova già negli scritti di Eraclito.
(Hippolytus (1977, 283-284))
(Hippolytus (1977, 248-249))

## Opere
Ippolito fu il più importante teologo e il più prolifico scrittore cristiano dell'era precostantiniana. Nonostante ciò, la sua copiosa produzione ha avuto un destino avverso. La maggior parte dei suoi scritti sono andati perduti o ci sono giunti solo attraverso dei frammenti, mentre altri sono arrivati fino a noi solo nelle traduzioni in lingue orientali e slave. Ciò fu dovuto al fatto che il santo scriveva in greco e, quando il greco non venne più compreso a Roma, i romani persero interesse verso questo autore, mentre ad Oriente, dove la gente ancora lo comprendeva, rimase un autore molto famoso.
I suoi trattati esegetici furono numerosi: scrisse commentari su molti libri dell'antico e del Nuovo Testamento, di molti dei quali rimangono solo frammenti. Tuttavia, il trattato sul Cantico dei Cantici ci è probabilmente giunto nella sua interezza, parimenti a quello sul Libro di Daniele in quattro volumi. Di altre otto delle sue opere, che trattano soggetti dogmatici e apologetici, si conosce solo il titolo, mentre un'altra ci è giunta per intero in lingua greca: si tratta del De Antichristo.
Delle sue polemiche contro gli eretici, l'opera più importante è il Philosophumena, il cui titolo originale è Κατὰ πασῶν αἱρέσεως ἔλεγχος (in latino, Refutatio omnium haeresium), ma è conosciuta anche come Elenchos, o Confutazione di tutte le eresie.
Dell'opera, pubblicata nel 1851, sono noti il primo libro e i tomi dal quarto al decimo, mentre mancano i primi capitoli del quarto e completamente il secondo ed il terzo.
I primi quattro libri trattano dei filosofi ellenici, mentre i libri dal quinto al nono espongono e confutano le eresie. L'ultimo libro ricapitola quanto esposto nei precedenti. L'opera è una delle più importanti fonti per la storia delle eresie dei primi secoli del Cristianesimo. 
Ippolito avversava il pensiero filosofico greco, accusava gli eretici ed i pagani di essere legati alla speculazione filosofica della classicità e perciò di essere legati ad una speculazione che ignorava il messaggio di Cristo (anche se in alcuni casi, ingannevoli, pareva anticiparlo).
Un trattato più breve contro le eresie (Syntagma), scritto da Ippolito in una data anteriore al De Antichristo, può essere ricavato da adattamenti successivi (Libellus adversus omnes haereses; Epiphanius, Panarion; Philastrius, De haeresibus). Scrisse anche un terzo trattato antieretico intitolato il Piccolo Labirinto.
Accanto a queste opere, il santo scrisse anche delle monografie contro Marcione, i Montanisti, gli Alogi e Caio. Di questi scritti esistono solo pochi frammenti. San Girolamo, inoltre, cita un suo lavoro sulle leggi della Chiesa.
A lui sono attribuiti anche tre trattati sul diritto canonico: le Constitutiones per Hippolytum, la Costituzione della Chiesa egiziana, in copto, ed i Canones Hippolyti. Di queste opere, le prime due sono senza dubbio apocrife e la terza probabilmente risale al V o al VI secolo.